# Trui (wielrennen)

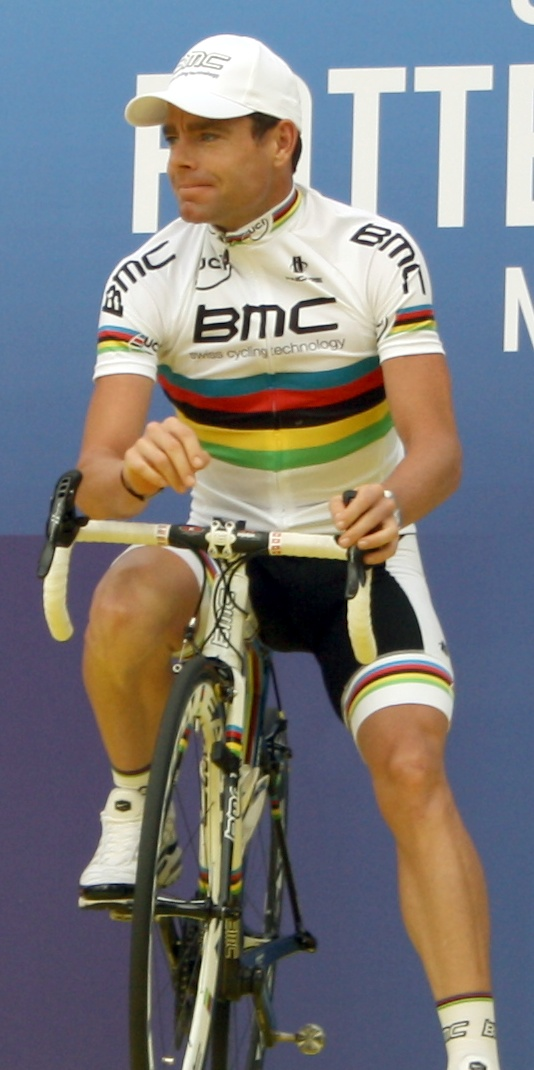
Cadel Evans in de regenboogtrui

Een trui in de wielersport is een kledingstuk dat vaak wordt uitgereikt aan de leider in een bepaald klassement van een meerdaagse wedstrijd. Bij eendaagswedstrijden rijdt soms de winnaar van de vorige editie in een bepaalde trui. Wereld- en nationale kampioenen mogen een jaar lang respectievelijk in de regenboogtrui en een trui met de kleuren van hun land rijden. Er bestaan aparte kampioenschappen per discipline, zo draagt de wereldkampioen tijdrijden zijn regenboogtrui alleen tijdens (ploegen)tijdritten en de kampioen op de weg alleen tijdens ritten-in-lijn.
In principe is de trui een gewone gekleurde wielertrui, met naast de sponsor(s) van de ploeg van de renner ook de speciale sponsors van dit klassement. Men is verplicht de trui te dragen, tenzij men ook de leider is in een belangrijker klassement. Dan wordt de minder belangrijke trui gedragen door de nummer twee (of soms drie) in het betreffende klassement. De naam "wielertrui" slaat op de tijd dat wielrenners nog in wollen truien reden als bescherming tegen de kou, tegenwoordig worden deze truien net als de gewone ploegshirts van moderne materialen gemaakt.

## Geschiedenis
De bekendste truien zijn waarschijnlijk de gele trui uit de Ronde van Frankrijk en de roze trui uit de Ronde van Italië. De gele trui is ingevoerd in 1919 en is daarmee de oudste leiderstrui; de roze trui werd ingevoerd in 1931. Deze truien danken hun kleur aan het feit dat de oorspronkelijke hoofdsponsoren hun sportkrant op respectievelijk geel en roze papier lieten drukken. Veel andere truien danken hun dessin aan een bepaalde sponsor. Sommige truien veranderen daarom van kleur of dessin als er een nieuwe sponsor gevonden wordt.
Tegenwoordig wordt voor sommige 'kleinere' klassementen zoals de strijdlust en het ploegenklassement een gekleurd rugnummer uitgereikt.

## Overzicht truien

### Meerdaagse wedstrijden
Dit is een overzicht van de leiderstruien uit de belangrijkste meerdaagse wedstrijden anno 2011.
| Ronde                            | Algemeen klassement               | Puntenklassement                                              | Bergklassement                                              | Andere klassementen                                                               | Historische klassementen                                         |
| -------------------------------- | --------------------------------- | ------------------------------------------------------------- | ----------------------------------------------------------- | --------------------------------------------------------------------------------- | ---------------------------------------------------------------- |
| Ronde van Italië                 | Roze trui                         | Paarse trui Was eerder: Rode trui                             | Blauwe trui Was t/m 2011: Groene trui                       | Witte trui Jongerenklassement Zwarte trui Laatste in het klassement               | Lapjestrui Intergiroklassement                                   |
| Ronde van Frankrijk              | Gele trui                         | Groene trui                                                   | Bolletjestrui                                               | Witte trui Jongerenklassement                                                     | Lapjestrui Combinatieklassement Rode trui Tussensprintklassement |
| Ronde van Spanje                 | Rode trui Was eerder: Gouden trui | Groene trui Was eerder: Blauwe trui Was eerder: Visjestrui    | Bolletjestrui Was eerder: Rode trui Was eerder: Oranje trui | Witte trui Combinatieklassement                                                   |                                                                  |
| Tour Down Under                  | Okergele trui                     | Blauwe trui                                                   | Witte trui                                                  | Zwarte trui Jongerenklassement Rode trui Ploegenklassement Groene trui Strijdlust |                                                                  |
| Parijs-Nice                      | Gele trui                         | Groene trui                                                   | Bolletjestrui                                               | Witte trui Jongerenklassement                                                     |                                                                  |
| Tirreno-Adriatico                | Azuurblauwe trui                  | Rode trui                                                     | Groene trui                                                 | Witte trui Jongerenklassement                                                     |                                                                  |
| Ronde van Catalonië              | Wit-groene trui                   | Witte trui Was eerder: Groene trui                            | Rode trui                                                   |                                                                                   |                                                                  |
| Ronde van het Baskenland         | Gele trui                         | Witte trui                                                    | Bolletjestrui                                               | Blauwe trui Tussensprintklassement Was eerder: Paarse trui                        |                                                                  |
| Ronde van Romandië               | Gele trui                         | Groene trui                                                   | Roze trui                                                   | Witte trui Jongerenklassement                                                     |                                                                  |
| Critérium du Dauphiné            | Gele trui                         | Groene trui                                                   | Bolletjestrui                                               | Witte trui Jongerenklassement                                                     |                                                                  |
| Ronde van Zwitserland            | Gele trui                         | Lichtblauwe trui Was eerder: Bolletjestrui                    | Groene trui Was eerder: Roze Trui                           | Donkerblauwe trui Tussensprintklassement Was eerder: Witte trui                   |                                                                  |
| Ronde van Polen                  | Gele trui                         | Witte trui Was in 2011: Groene trui Was daarvoor: Blauwe trui | Paarse trui Was eerder: Witte trui                          | Rode trui Tussensprintklassement                                                  |                                                                  |
| Eneco Tour                       | Witte trui                        | Rode trui                                                     |                                                             | Groene trui Jongerenklassement                                                    |                                                                  |
| Ronde van Peking                 | Rode trui                         | Groene trui                                                   | Bolletjestrui                                               | Witte trui Jongerenklassement                                                     |                                                                  |
|                                  |                                   |                                                               |                                                             |                                                                                   |                                                                  |
| Driedaagse van De Panne-Koksijde | Witte trui                        | Groene trui                                                   | Rode trui                                                   | Blauwe trui Tussensprintklassement                                                |                                                                  |
| Internationaal Wegcriterium      | Gele trui                         | Groene trui                                                   | Bolletjestrui                                               | Witte trui Jongerenklassement                                                     |                                                                  |
| Ronde van Californië             | Gele trui                         | Groene trui                                                   | Bolletjestrui Was t/m 2011: Rode trui                       | Witte trui Jongerenklassement Blauwe trui Strijdlustklassement                    |                                                                  |
| Ronde van België                 | Rode trui Was eerder: Zwarte trui | Gele trui                                                     |                                                             | Witte trui Jongerenklassement Zwarte trui Strijdlustklassement                    | Rode trui Tussensprintklassement                                 |
| Ronde van Beieren                | Gele trui                         | Blauwe trui                                                   | Bolletjestrui                                               | Witte trui Jongerenklassement                                                     |                                                                  |
| Ronde van Portugal               | Gele trui                         | Witte trui                                                    | Blauwe trui Was eerder: Groene trui                         | Oranje Trui Jongerenklassement                                                    |                                                                  |
| Ronde van Utah                   | Gele trui                         | Bruine trui                                                   | Bolletjestrui                                               | Lichtblauwe trui Jongerenklassement Oranje trui Strijdlustklassement              |                                                                  |

### Kampioenschappen
Dit is een overzicht van de kampioenschapstruien die dus een jaar lang gedragen mogen worden. Soms wijken de daadwerkelijke truien af omdat de kampioenschapstrui en de normale ploegtrui in één dessin worden gefuseerd. De trui varieert derhalve ook soms van jaar tot jaar, hoewel het basale dessin vaak jarenlang hetzelfde blijft.
| Kampioenschap          | Trui                       | Foto                |  |
| ---------------------- | -------------------------- | ------------------- |  |
| Wereldkampioenschap    | Regenboogtrui              | Johan Museeuw       |  |
| Europese kampioenschap | Sterrentrui                | Fabio Jakobsen      |  |
| Argentinië             | Argentijnse kampioenstrui  |                     |  |
| Australië              | Australische kampioenstrui | Michael Rogers      |  |
| België                 | Belgische kampioenstrui    | Wout van Aert       |  |
| Brazilië               | Braziliaanse kampioenstrui |                     |  |
| Burkina Faso           | Burkinese kampioenstrui    |                     |  |
| Canada                 | Canadese kampioenstrui     | Svein Tuft          |  |
| Chili                  | Chileense kampioenstrui    |                     |  |
| Colombia               | Colombiaanse kampioenstrui |                     |  |
| Denemarken             | Deense kampioenstrui       |                     |  |
| Duitsland              | Duitse kampioenstrui       | Christian Knees     |  |
| Estland                | Estse kampioenstrui        |                     |  |
| Finland                | Finse kampioenstrui        |                     |  |
| Frankrijk              | Franse kampioenstrui       | Nicolas Vogondy     |  |
| Hongarije              | Hongaarse kampioenstrui    |                     |  |
| Ierland                | Ierse kampioenstrui        | Nicolas Roche       |  |
| IJsland                |                            |                     |  |
| Israël                 | Israëlische kampioenstrui  |                     |  |
| Italië                 | Italiaanse kampioenstrui   | Daniele Nardello    |  |
| Japan                  | Japanse kampioenstrui      | Hidenori Nodera     |  |
| Kazachstan             | Kazachse kampioenstrui     |                     |  |
| Kroatië                | Kroatische kampioenstrui   |                     |  |
| Letland                | Letse kampioenstrui        | Aleksejs Saramotins |  |
| Litouwen               | Litouwse kampioenstrui     | Tomas Vaitkus       |  |
| Luxemburg              | Luxemburgse kampioenstrui  | Andy Schleck        |  |

| Kampioenschap       | Trui                          | Foto                   |
| ------------------- | ----------------------------- | ---------------------- |
| Malta               |                               |                        |
| Moldavië            | Moldavische kampioenstrui     | Alexandru Pliușchin    |
| Nederland           | Nederlandse kampioenstrui     | Niki Terpstra          |
| Nieuw-Zeeland       | Nieuw-Zeelandse kampioenstrui |                        |
| Noorwegen           | Noorse kampioenstrui          | Thor Hushovd           |
| Oekraïne            | Oekraïense kampioenstrui      |                        |
| Oezbekistan         | Oezbeekse kampioenstrui       | Sergej Lagoetin        |
| Oostenrijk          | Oostenrijkse kampioenstrui    | Matthias Brändle       |
| Polen               | Poolse kampioenstrui          | Marcin Sapa            |
| Portugal            | Portugese kampioenstrui       | Manuel Cardoso         |
| Roemenië            | Roemeense kampioenstrui       |                        |
| Rusland             | Russische kampioenstrui       | Pavel Broett           |
| Slovenië            | Sloveense kampioenstrui       | Borut Božič            |
| Slowakije           | Slowaakse kampioenstrui       |                        |
| Spanje              | Spaanse kampioenstrui         | Luis León Sánchez      |
| Tsjechië            | Tsjechische kampioenstrui     |                        |
| Venezuela           | Venezolaanse kampioenstrui    |                        |
| Verenigd Koninkrijk | Britse kampioenstrui          | Bradley Wiggins        |
| Verenigde Staten    | Amerikaanse kampioenstrui     | Taylor Phinney         |
| Wit-Rusland         | Wit-Russische kampioenstrui   | Aljaksandr Koetsjynski |
| Zuid-Afrika         | Zuid-Afrikaanse kampioenstrui | Ryan Cox               |
| Zweden              | Zweedse kampioenstrui         | Jonas Ljungblad        |
| Zwitserland         | Zwitserse kampioenstrui       | Fabian Cancellara      |

### Per trui
Dit is een overzicht van de diverse truien per kleur en motief.
| Trui             | Klassement | Foto             |
| ---------------- | --- | ---------------- |
| Blauwe trui      | Oude Intergirotrui Ronde van Italië Leiderstrui Tirreno-Adriatico Tussensprinttrui Ronde van Zwitserland Diverse andere klassementen |                  |
| Lichtblauwe trui | Puntentrui Ronde van Zwitserland Jongerentrui Ronde van Utah                                                                         |                  |
| Bruine trui      | Puntentrui Ronde van Utah |                  |
| Gele trui        | Leiderstrui Ronde van Frankrijk Leiderstrui Ronde van Zwitserland Puntentrui Ronde van België Diverse andere klassementen            | Lance Armstrong  |
| Gouden trui      | Oude leiderstrui Ronde van Spanje | Alberto Contador |
| Groene trui      | Puntentrui Ronde van Frankrijk Puntentrui Ronde van Spanje Bergtrui Ronde van Italië Diverse andere klassementen                     | Thor Hushovd     |
| Oranje trui      | Oude bergtrui Ronde van Spanje Jongerentrui Ronde van Portugal Strijdlusttrui Ronde van Utah                                         |                  |
| Paarse trui      | Puntentrui Ronde van Italië Bergtrui Ronde van Polen                                                                                 |                  |
| Rode trui        | Leiderstrui Ronde van Spanje Puntentrui Ronde van Italië Oude tussensprinttrui Ronde van Frankrijk Diverse andere klassementen       | Juan José Cobo   |
| Roze trui        | Leiderstrui Ronde van Italië Bergtrui Ronde van Romandië                                                                             | Alberto Contador |
| Witte trui       | Jongerentrui Ronde van Frankrijk Jongerentrui Ronde van Italië Combinatietrui Ronde van Spanje Diverse andere klassementen           | John Degenkolb   |
| Zwarte trui      | Rode lantaarntrui Ronde van Italië Leiderstrui Ronde van België Jongerentrui Tour Down Under Diverse andere klassementen             |                  |

| Trui                      | Klassement | Foto              |
| ------------------------- | --- | ----------------- |
| Bolletjestrui             | Bergtrui Ronde van Frankrijk Bergtrui Parijs-Nice Bergtrui Internationaal Wegcriterium Diverse andere klassementen | Franco Pellizotti |
| Blauwe bolletjestrui      | Bergtrui Ronde van Spanje Bergtrui Ronde van Utah                                                                  |                   |
| Inverse bolletjestrui     | Bergtrui Critérium du Dauphiné Bergtrui Ronde van het Baskenland                                                   | Sébastien Hinault |
| Rood-zwarte bolletjestrui | Oude puntentrui Ronde van Zwitserland                                                                              |                   |
| Lapjestrui                | Oude combinatietrui Ronde van Frankrijk                                                                            |                   |
| Regenboogtrui             | Regerend Wereldkampioen                                                                                            | Alessandro Ballan |
| Visjestrui                | Oude puntentrui Ronde van Spanje                                                                                   |                   |
| Wit-groene trui           | Leiderstrui Ronde van Catalonië                                                                                    |                   |

## Gekleurde rugnummers
Dit is een overzicht van de bekendste gekleurde rugnummers.
| Trui            | Klassement                                                                         |
| --------------- | ---------------------------------------------------------------------------------- |
| Geel rugnummer  | Ploegenklassement Ronde van Frankrijk Ploegenklassement Ronde van Italië           |
| Rood rugnummer  | Strijdlustigste renner Ronde van Frankrijk Strijdlustigste renner Ronde van Italië |
| Groen rugnummer | Strijdlustigste renner Ronde van Spanje                                            |

Algemeen klassement · Bergklassement · Combinatieklassement · Jongerenklassement · Ploegenklassement · Puntenklassement · Strijdlustklassement · Tussensprintklassement
 Blauwe trui ·   Bolletjestrui ·  Gele trui ·  Groene trui ·  Paarse trui ·  Rode trui ·  Roze trui ·  Witte trui ·  Zwarte trui ·  Regenboogtrui ·  Sterrentrui